# Pegoscapus elisae
Pegoscapus elisae är en stekelart som först beskrevs av Grandi 1936.  Pegoscapus elisae ingår i släktet Pegoscapus och familjen fikonsteklar. Inga underarter finns listade i Catalogue of Life.